# Gerard Willems
Gerardus Maria Willems (* 19. August 1946 in Tilburg, Provinz Noord-Brabant) ist ein niederländisch-australischer Pianist.

## Leben
Als Kind war er Chorist und Klavierschüler am Brabants Conservatorium in Tilburg. Als die sechsköpfige Familie 1958 nach Australien ausgewandert war, setzte Willems den Unterricht vom 12. bis 17. Lebensjahr in einem Einwandererlager in Wollongong fort. Das Studium am Sydney Conservatorium of Music beendete er mit Auszeichnung. An Wettbewerben gewann er u. a. den Queen Victoria Piano Competition Prize. Nachdem er eine Weile bei Greville Rothon, einem Schüler von Claudio Arrau, in München gewesen war, ging er für einige Jahre nach Amsterdam und debütierte 1974 in London, 1977 in München und 1978 in Amsterdam. Er kehrte 1981 nach Australien zurück und wurde als Senior Lecturer am Sydney Conservatorium angestellt. Er konzertierte in Europa, Asien, Australien, Neuseeland und Ende 2000 in Israel. Als erster australischer Pianist spielte er die 5 Konzerte und 32 Sonaten von Ludwig van Beethoven ein. Für die Sonateneinspielung wurde er 1999 und 2000 mit dem Preis der Australischen Schallplattenindustrie (ARIA) ausgezeichnet. Zu den neuesten Aufnahmen gehören die Diabelli-Variationen. Als engagierter Liedbegleiter und Kammermusiker gründete er das Klaviertrio Mozartrois, mit dem er alle Mozart-Trios einspielte. Willems ist Associate Professor am Sydney Conservatorium. Er hat sich der Nachwuchsförderung verschrieben und hält Meisterkurse in Europa, Asien und Australien.
Willems' Großvater mütterlicherseits war Organist, Komponist und Klavierbauer. Das erklärt vielleicht auch, dass Gerard Willems die revolutionären Flügel von Stuart & Sons (2,9 m, 102 statt 88 Tasten) bevorzugt.
2001 erhielt er die Centenary Medal und 2012 wurde er zum Member des Order of Australia ernannt.